# マウザー BK-27
マウザー BK-27（Mauser BK-27）は、ドイツのマウザー社が開発した27mm口径の航空機関砲。現在はラインメタル社が製造している。BKはドイツ語の"Bordkanone"（ボルトカノーネ：搭載砲の意）の略称である。

## 概要
BK-27はMRCA（Multi-Role Combat Aircraft）、後のパナヴィア トーネードに搭載するための新型機関砲として、1960年代後期に開発が始まった。初期の空中試射はイギリスにおいて、ライトニング戦闘機のADEN Mk.4を換裝して行われ、後にトーネード IDS試作機でも試験が行われた。
弾薬は、本砲のために新規開発された27x145mm弾を使用する。それまでNATO空軍機に用いられていた30mm口径のADENおよびDEFA 550に比べ、若干小口径であるが弾頭重量は上回り、発射速度・砲口初速ともに速くなっている。ヨーロッパではソ連地上軍機甲部隊との交戦を考慮すれば20mmでは口径不足との意見が強く、そのために大口径砲を用いていたが、マウザー社は新型機関砲の口径として、従来の30mmでもなければソビエト連邦で主力となっていた23mmでもなく、その間を埋める理想の口径として27mmを選んで開発した。なお、ADENやDEFAは第二次世界大戦中にマウザーが開発して実戦に間に合わなかった30mm MK 213/C30を原型とするものであり、分家の後継者を本家で開発したこととなる。トーネードをはじめとして、アルファジェット、ユーロファイター タイフーン、サーブ 39 グリペンなど多数の軍用機に搭載されている。
従来はベルトリンクを用いた給弾機構であったが、M61A1 バルカンのようなベルトコンベア式のリンクレスフィード型に改めており、弾薬の搭載体積の60%削減を実現している。グリペンもE/F型においてリンクレスモデルを装備する。
ボーイングではJSFに搭載するためライセンス生産を提案したが、GAU-12 イコライザーの派生型が選定された。選定されていた場合、アライアントティーチシステムズによってライセンス生産される予定であった。
海軍向けにMN 27 GSやMLG 27なども存在する。

## 運用国

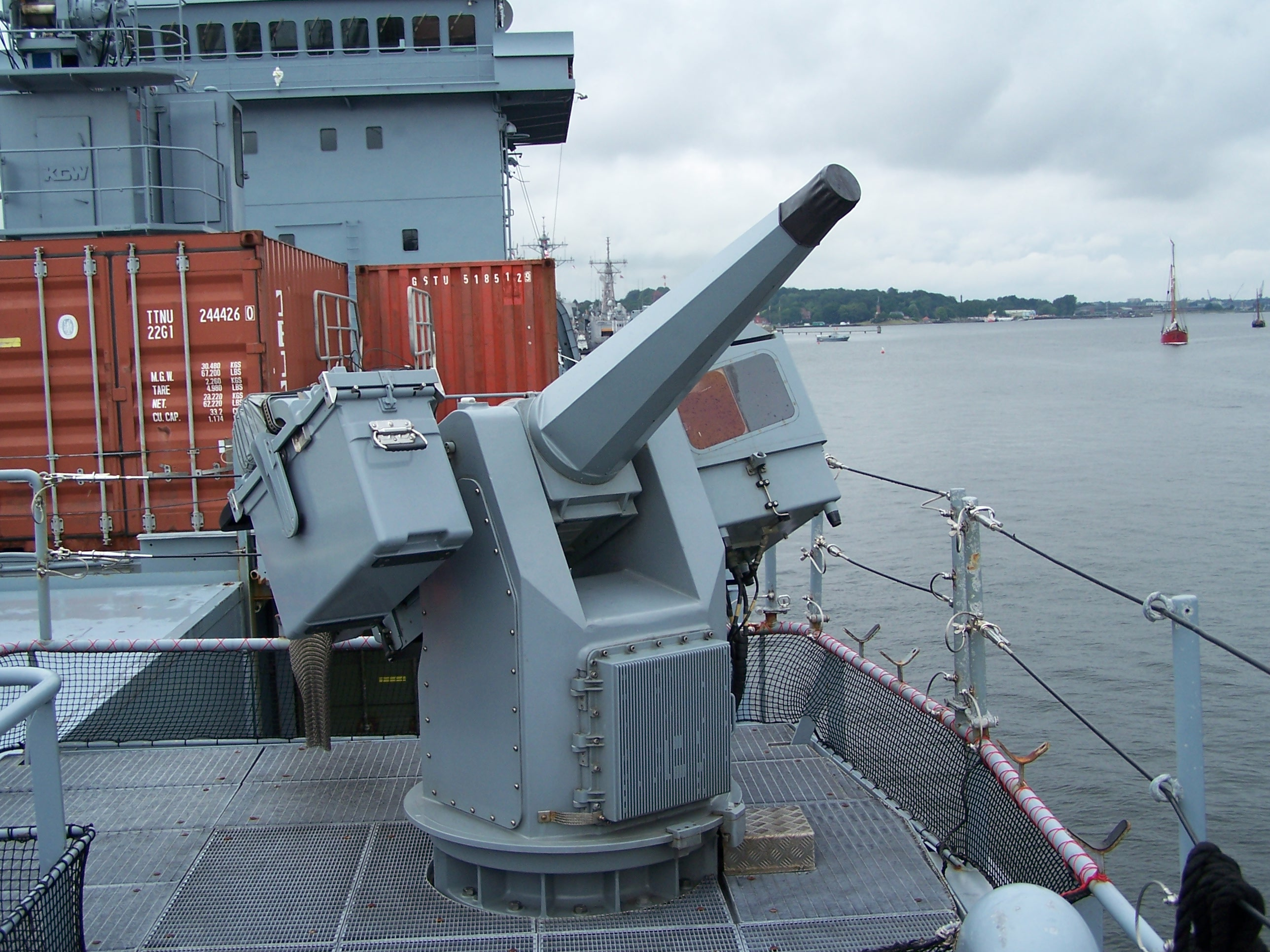
ドイツ海軍のエルベ級支援母艦に備えられたMLG 27

オーストリア
- オーストリア空軍

 ボリビア
- ボリビア空軍

 カメルーン
- カメルーン空軍

 カナダ
- Top Aces

 チェコ
- チェコ空軍

 ドイツ
- ドイツ空軍
- ドイツ海軍

 ハンガリー
- ハンガリー空軍

 イタリア
- イタリア空軍

 ポルトガル
- ポルトガル空軍

 南アフリカ共和国
- 南アフリカ空軍

 サウジアラビア
- サウジアラビア空軍

 スウェーデン
- スウェーデン空軍

 スペイン
- スペイン空軍

 タイ
- タイ王国空軍

 イギリス
- イギリス空軍
- キネティック

## 諸元
- 分類：単砲身機関砲
- 機構：ガス圧駆動
- 口径：27mm（1.06in）
- 弾薬：27x145mm
- 全長：2.31m（7ft 7in）
- 砲弾重量：260g（9.2oz）
- 総重量：100kg（220lb）
- 発射速度：1,700rpm（最大毎分1,700発）
- 砲口初速：1,025m/s（3,362ft/s）